# Trogus
Genre
Trogus est un genre d’insectes hyménoptères de la famille des Ichneumonidae.

## Liste d'espèces
Selon BioLib (14 mars 2019) :
- Trogus fuscipennis Gravenhorst, 1829
- Trogus lapidator (Fabricius, 1787)
- Trogus violaceus (Mocsáry, 1883)

Selon Catalogue of Life (14 mars 2019) :
- Trogus crustosus Wahl, 2006
- Trogus edwardsii Cresson, 1877
- Trogus flavipennis Cresson, 1864
- Trogus fulvipes Cresson, 1868
- Trogus ixcuinae Wahl, 2006
- Trogus koreensis Wahl, 2006
- Trogus lapidator (Fabricius, 1787)
- Trogus pennator (Fabricius, 1793)
- Trogus picadoae Wahl, 2006
- Trogus pompeji (Kriechbaumer, 1898)
- Trogus thoracicus Cresson, 1865
- Trogus vetus Brues, 1910
- Trogus vulpinus Gravenhorst, 1829

Selon NCBI (14 mars 2019) :
- Trogus lapidator
- Trogus picadoae Wahl & Sime, 2006

Selon Paleobiology Database (14 mars 2019) :
- Trogus vetus